# 李師敏
李師敏（？—1774年），原名本杞，字仲堅，號允堂，山東武定府惠民縣人，清朝政治人物。李之芳曾孫。

## 生平
乾隆十八年（1753年）癸酉科鄉試舉人，二十二年（1757年）丁丑科三甲第三十三名進士。授刑部湖廣司主事，升刑部福建司郎中，三十三年（1768年）任興化府知府，三十四年（1769年）調漳州府知府，三十七年（1772年）調台灣府知府，任內建立多處隘勇線，避免蕃漢衝突，三十九年（1774年）卒於官。